# 1030
Початок Високого Середньовіччя •  Епоха вікінгів •  Золота доба ісламу •  Реконкіста •  Київська Русь

## Геополітична ситуація
Візантію очолює Роман III Аргир. Конрад II є імператором Священної Римської імперії.
Королем Західного Франкського королівства є, принаймні формально, Роберт II Побожний.
Апеннінський півострів розділений між численними державами: північ належить Священній Римській імперії, середню частину займає Папська держава, на південь від Римської області лежать невеликі незалежні герцогства, півдненна частина півострова належать Візантії. Південь Піренейського півострова займає Кордовський халіфат, охоплений міжусобицею. Північну частину півострова займають християнські Леонське королівство (Астурія, Галісія), Наварра (Арагон, Кастилія), де править Санчо III Великий, та Барселона. Канут Великий є королем Англії й Данії.
У Київській Русі княжить Ярослав Мудрий. У Польщі править Мешко II В'ялий. У Хорватії почалося правління Степана I. Королівство Угорщина очолює Стефан I.
Аббасидський халіфат очолює аль-Кадір, в Єгипті владу утримують Фатіміди, в Середній Азії — Караханіди, у Хорасані — Газневіди, які захопили частину Індії. У Китаї продовжується правління династії Сун. Значними державами Індії є Пала, Пратіхара, Чола. В Японії триває період Хей'ан.

## Події

### Київська Русь
- Князь Ярослав I Володимирович завоював землі між Чудським озером і Балтикою (сучасна Естонія);
- Князь Ярослав заснував місто Юріїв (нині — Тарту, Естонія);
- За наказом князя Ярослава у Новгороді зведено школу;
- Перша згадка про місто Белз (нині Львівської області)
- За одними джерелами Володимир Ярославич почав правити у Новгороді (за іншими — 1034)

### Центральна Європа
- Другий похід польського короля Мешка II в Саксонію. Мешко виганяє своїх братів з Польщі. Вони тікають в Русь.
- У битві при Стиклестаді з повсталими язичниками, яким допомагали дансько-англійські війська, загинув норвезький король Олаф Святий.
- На заклик тих угорських феодалів-язичників, котрі не сприйняли реформ Стефана I, німецькі лицарі короля Конрада II виступили проти угорського короля, але їхнє вторгнення відбила лояльна королю армія.
- Нітранське князівство остаточно увійшло до Угорського королівства.
- Початок правління Степана I — короля Хорватії

### Західна Європа
- неаполітанський дука Сергій IV призначив першим графом Аверським Райнульфа Дренгота
- початок правління Гільйома VI в Аквітанії
- імператор Священної Римської імперії Конрад II починає зведення Шпаєрського собору
- повстання Генріха I та Роберта I проти батька — короля Роберта II, після чого той був змушений ховатися у Бургундії у свого зятя Рено Неверського.
- В'єннське графство було розділено на графство д'Альбон і графство де Мор'єн (або Савойя)

### Азія
- Похід візантійського василевса Романа III Аргира у Сирію завершився поразкою.
- Помер Махмуд Газневі, правитель величезних територій від Хорасану до Сінду. Його спадкоємцем став син Мухаммед, якого незабаром змістив інший син Масуд.
- Почалося повстання Тайри но Тадацуни в Японії.
- Утворення Кипчацького ханства.

## Народились
- 26 липня — Святий Станіслав (Щепановський) — краківський єпископ, один із впливових церковних діячів Польщі
- Всеволод Ярославич — український князь київський (1078—1093), четвертий син Ярослава I Мудрого та шведської принцеси Інгігерди.
- Флоріс I — граф Голландський
- Гертруда Саксонська — дружина Флоріса I, Графа Голландського, мати Берти Голландської, дружини Філіпа I (короля Франції).
- Бруно Кельнський — німецький аристократ, церковний діяч, богослов, засновник Ордену картезіанців.

## Померли
- 29 липня — Олаф II Святий, король Норвегії з 1015 року
- Адальберон Ланський — єпископ Лану (Північна Франція)
- Махмуд Газневід — султан Бухари
- Ідзумі Сікібу — японська поетеса, яка увійшла до когорти «тридцяти шести безсмертних»
- Гільйом V Аквітанський — герцог Аквітанський
- Ернст II — герцог Швабії
- Фадлун I